# Grupo Mulliez
El grupo Mulliez (groupe Mulliez en francés) es el nombre comercial de la macrocadena económica denominada Asociación Familiar Mulliez (AFM), familia originaria del departamento francés del Norte.

## La Asociación Familiar Mulliez (AFM)
El uso del término grupo Mulliez para esta asociación conlleva:
- Un Grupo empresarial dependiente tan solo de una empresa matriz. En este caso, las empresas que componen dicho grupo no tienen ningún nexo de capital entre ellas y tampoco poseen una forma de mutua. Sin embargo, el uso del término "grupo" para referirse a ellas se ha hecho muy popular en Francia y nos relaciona la asociación con una empresa de tipo holding.
- Tampoco, por otro lado, es una asociación en sí, según la ley de asociaciones francesa, ya que el fin de esta unión es lucrativo.

Se puede decir, por tanto, que se trata de un pacto accionarial sin realidad jurídica.

### La finalidad de la asociación
Creada en 1955, con la intención de afrontar la sucesión de Louis Mulliez, tiene como objetivo de mantener el patrimonio de dicha persona intacto y de repartirlo de forma equitativa entre sus 11 herederos. La familia Mulliez tiene una visión patrimonial de la empresa, por lo que se muestra reacia a financiación ajena o extranjera. Ello conlleva a que muchas de las empresas que integran esta asociación ni siquiera coticen en bolsa debido al riesgo que ello conllevaría para perder el control de las mismas.

### Funcionamiento
Los miembros de la familia Mulliez tienen cinco sociedades comanditarias por acciones con cinco participaciones, que forman parte de la asociación, de las cuales se han ido generando otras empresas subfiliales. Una vez al año, por noviembre, se hace un balance anual sobre el estado de las empresas que conforman el grupo. 
La dirección, compuesta de siete personas, decide sobre los aumentos de capital, las ventas de empresas o las compras de las mismas. El presidente propone los nombres de los que dirigirán las sociedades de las cuales el grupo cuenta con la mayoría para dirigirlas. 
Cada cuatro años, los miembros de la asociación eligen un nuevo consejo. Los candidatos deben pertenecer a la familia o tener el apoyo de cuatro de los cinco accionistas.

### Miembro de la AFM
En 2013, a partir de los balances económicos que presentó la asociación, fue considerada como una de las más poderosas del mundo. Según un estudio de la revista Challenges, los 400 miembros de la familia poseían en 2012 una fortuna de 31 mil millones de euros, lo que les colocaba en el primer puesto de las fortunas europeas, antes de Bernard Arnault de la empresa (Louis Vuitton Moët Hennessy SA).

Hoy día, se puede considerar que el Grupo Mulliez posee la primera fortuna de Europa debido a la importancia social y económica que tiene, con sus 600.000 empleados a través del mundo.
Actualmente, la asociación está dirigida por uno de los nietos de Gérard Mulliez, Thierry Mulliez. Para ser miembro, hay que cumplir estas condiciones:
- Pertenecer a la familia (directa o indirectamente),
- Tener más de 22 años y ser avalado por los padres.
- Aceptar por contrato las condiciones de entrada y salida de la asociación

Componentes de la familia :
Don Leclercq-Mulliez, hijo de Don Leclercq-Dupire, fundador de la sociedad Leclercq-Dupire en 1847
- Louis Mulliez funda Hijos de Louis Mulliez (Filatures de Saint Liévin) en 1923. Tiene 11 hijos.

- Descendencia :
  - rama de Louis Mulliez, 13 hijos, a destacar : André Mulliez, Benoit Mulliez y Gonzague Mulliez
    - rama de Benoit Mulliez : Thierry Mulliez, president de la Asociación hoy día
    - rama de André Mulliez : Murielle Mulliez, esposa de Philippe Van der Wees,

  - rama de Gérard Mulliez, 6 hijos, a destacar: Gérard Mulliez u Patrick Mulliez 
    - rama de Gérard Mulliez (hijos) : Arnaud Mulliez

  - rama de Ignace Mulliez, 7 hijos, a destacar : Jeannette Mulliez, esposa de Éric Derville, Damien Mulliez y Lucie Mulliez, esposa de Philippe Duprez
    - rama de Damien Mulliez : Vianney Mulliez
    - rama de Lucie Mulliez, esposa de Philippe Duprez : Ludovic Duprez

  - rama de Jeanne Mulliez, esposa de Xavier Leclercq, 7 hijos
  - rama de Francis Mulliez, 2 hijos : Francky Mulliez y Stéphane Mulliez
    - rama de Stéphane Mulliez : Romain Mulliez y Hughes Mulliez

## Algunas participaciones

### Participaciones familiares
La asociación es o ha sido accionista de las siguientes empresas: 
| Sociedad                           | Participación en AFM   | Fundada por                  | Año de ingreso en AFM | Marcas comerciales |
| ---------------------------------- | ---------------------- | ---------------------------- | --------------------- | --- |
| Hijos de Louis Mulliez             | 100 %                  | Louis Mulliez                | 1955                  | Phildar |
| Grupo Auchan                       | 84 %                   | Gérard Mulliez               | 1961                  | Auchan, Alcampo, Atac, Bancos Accord y Oney, Cityper, Colmark, Immochan, Rik et Rok, Elea, La Rinascente, RT Mart, Sabeco, Supermercados Expresso SMA, Simply Market, Alinéa, Les halles d'Auchan        |
| Saint Maclou                       | 95 %                   | Gonzague Mulliez             | 1963                  | Saint Maclou, Cosily, Allied Carpets, Home Market, Essers, Teppichfreund |
| Grupo Mobivia                      | 10 %                   | Éric Derville                | 1970                  | Auto5, Maxauto, Midas, Norauto |
| Brice                              | 100 %                  | Dominique Marcadé            | 2003                  | Brice |
| Agapes Restauration                | Desconocido            | Desconocido                  | Desconocido           | Flunch, Pizza Paï (creado por Thierry Mulliez), Amarine, Les 3 Brasseurs, So Good, Salad & Co, Il ristorante                                                                                             |
| HTM                                | 85 %                   | Bernard et Gustave Boulanger | 1983                  | Boulanger, WebDistrib, SMS Distribution, Electro Dépôt, B'Dom, Lokeo (desde 2009), Saturn (a partir de 2010 y posteriormente integrado en Boulanger), Iménager y ClicTel                                 |
| Decathlon (Oxylane de 2008 à 2014) | 51 % AFM 49 % Leclercq | Michel Leclercq              | 1976                  | Aptonia, Domyos, Geologic, Géonaute, Inesis, Kipsta, Solognac, Fouganza, b'Twin, Nabaiji, Wedze, Orao, Tribord, Quechua, el Centro de investigación Decathlon, el Decathlondesign y recientemente Koodza |
| Kiabi                              | 33 %                   | Patrick Mulliez              | 1978                  | Kiabi |
| Top Office                         | Desconocido            | Patrick Mulliez              | 1996                  | Top Office |
| Cultura                            | Desconocido            | Philippe Van der Wees        | 1998                  | Cultura, Milonga |
| Youg's                             | Desconocido            | Hughes Mulliez               | 1999                  | Youg's, Surcouf |
| La vignery                         | Desconocido            | Romain Mulliez               | Desconocido           | La vignery |
| Pickwick                           | Desconocido            | Stéphane Mulliez             | 1977                  | Picwic |
| Kiloutou                           | Desconocido            | Franky Mulliez               | 1980                  | Kiloutou |

### Participaciones estratégicas
| Sociedad   | Participación en AFM | Fundada por               | Año de ingreso en AFM | Marcas comerciales                                                                   |
| ---------- | -------------------- | ------------------------- | --------------------- | ------------------------------------------------------------------------------------ |
| Grupo Adeo | 85 %                 | Adolphe Leroy Rose Merlin | 1979                  | Leroy Merlin, Bricoman (Bricomart), Bricocenter, Aki, Weldom, Kbane, Zodio           |
| 3 Suisses  | 45 %                 | Familia Toulemonde        | 1981                  | Grupo 3 Suisses                                                                      |
| Alinéa     | 100 %                | Alain Mitaux              | 1989                  | Alinéa                                                                               |
| Jules      | 54 %                 | Jean Pierre Torck         | 1996                  | Jules (anteriormente perteneciente al grupo Camaïeu y fundado por Jean Pierre Torck) |
| GrosBill   | 100 %                | Desconocido               | 2005                  | Grosbill                                                                             |

Otras participaciones:
- 3 Suisses con un 45 % en 2005
- Grupo Adeo, fundada por el señor Leroy y la señora Merlin en 1923, pertenece ahora en un 85% a la familia Mulliez (entrada en capital en 1979). Las marcas comerciales Bricoman y Bricocenter en Italia, Aki en España y Portugal, así como Weldom forman parte de este grupo, que se sitúa en el 4º puesto del mercado mundial de mejoras para el hogar.
- Aquarelle, ropa de mujer.
- RougeGorge Lingerie, lencería.
- In Extenso, marca de calzado y prendas de vestir.
- Pimkie Orsai, Pimkie y Xanaka
- Tape à l'Oeil
- MacoPharma
- Zodio